# 리카르도 포웰
리카드로 포웰(Ricardo Auturo "Carlos" Powell, 1983년 8월 29일 ~ )은 미국의 농구 선수이다.2015시즌에 전자랜드의 플레이오프 진출에 큰 기여를 했으며 농구 도사라는 별명을 가지고 있다. 포웰은 2016시즌에 자신의 마음의 고향은 kcc가 아닌 인천 이라고 하였다. 하지만 유도훈 감독은 그를 저버리고 스미스, 뱅그라를 뽑았다. 하지만 스미스의 부상으로 인하여 새 용병이 필요했던 전자랜드는 하버트 힐을 불러드렸고, kcc와의 트레이드로 하버트 힐을 보내주고 리카르도 포웰을 다시 영입하여서 전자랜드 팬들은 크게 기뻐하였다. 하지만, 포웰이 영입된 뒤에도 전자랜드의 성적은 나아질 기미가 안보였으며 결국 리그 최하위로 시즌을 마치게 되었다.
16-17시즌, 외국인선수 드래프트에 지원하였으나, 지명을 받지 못했고 이후 아르헨티나 리그에서 선수생활을 지속하다 1월경 팀을 나온것으로 알려졌다. 이 소식을 들은 모비스, 전자랜드가 영입을 검토하였으나 포기하여 올시즌 kbl 복귀는 무산되었다.

## KBL 통산 기록
| 년도      | 팀           | 출장게임 | 출전시간 | 득점 | 3점슛 | 블록 |
| --------- | ------------ | -------- | -------- | ---- | ----- | ---- |
| 2008-2009 | 전자랜드     | 51       | 32.3     | 25.2 | 1.2   | 0.9  |
| 2012-2013 | 전자랜드     | 54       | 26.11    | 18.4 | 0.8   | 0.8  |
| 2013-2014 | 전자랜드     | 54       | 24.10    | 18.2 | 0.8   | 0.7  |
| 2014-2015 | 전자랜드     | 50       | 22.50    | 18.3 | 0.9   | 0.7  |
| 2015-2016 | KCC·전자랜드 | 55       | 30.3     | 18.5 | 0.10  | 0.9  |